# Eleccions legislatives de Corea del Sud de 2024
Les eleccions legislatives de Corea del Sud de 2024 es van celebrar el 10 d'abril, escollint els nous 300 membres de l'Assemblea Nacional, dels quals 254 pel mètode d'escrutini uninominal majoritari i els 46 restants per representació proporcional amb llista de partit.
La coalició Aliança Demòcrata, impulsada pel PD i amb la participació del Partit Progressista i la Nova Aliança Progressista (coalició del PRB, PDO i el PSD) va mantenir el control de l'Assemblea, derrotant al Partit del Poder Popular i el seu partit satèl·lit Partit Popular del Futur. Per altra banda, el Partit de la Reconstrucció de Corea, de l'ex-ministre de Justícia Cho Kuk, aconseguiria entrar amb 12 escons.

## Enquestes

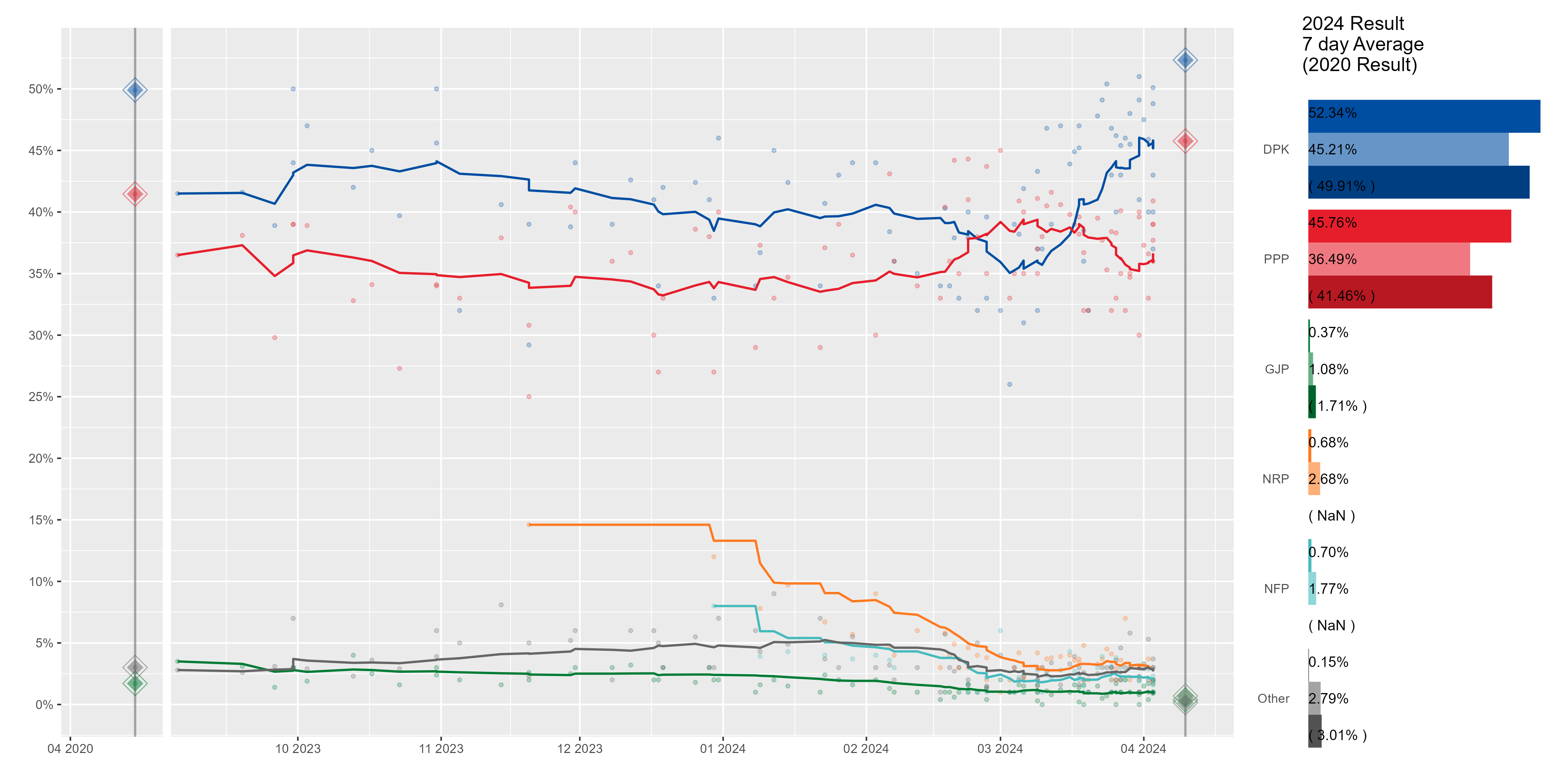
Mitjana d'enquestes amb l'escrutini majoritari.

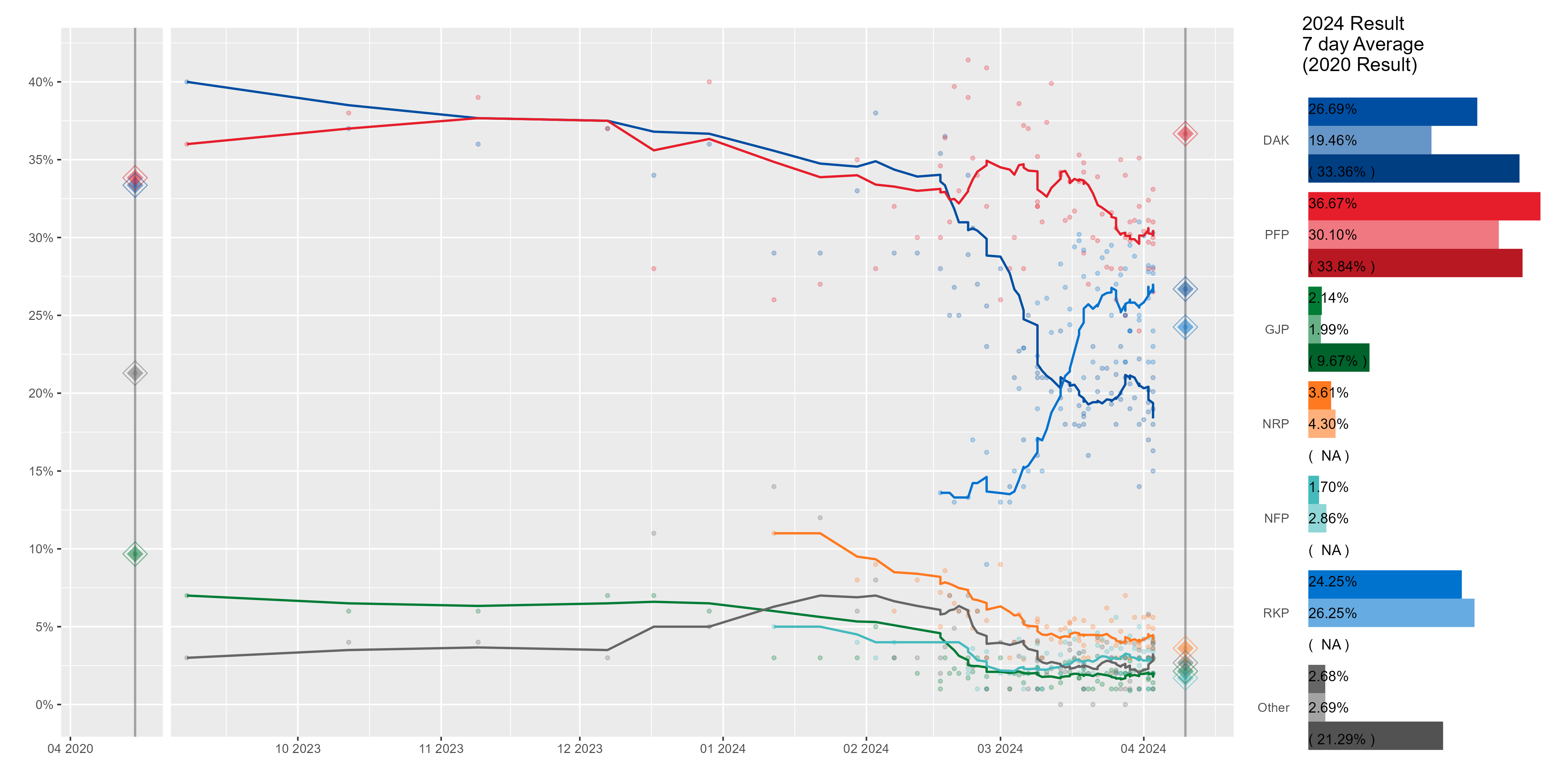
Mitjana d'enquestes amb l'escrutini proporcional.

## Resultats
|                        |                               |                               |            |         |            |              |              |              |       |     |  |  |  |  |
| Partits                | Partits                       | Partits                       | Circum.    | Circum. | Circum.    | Proporcional | Proporcional | Proporcional | Total | +/- |  |  |  |  |
| Partits                | Partits                       | Partits                       | Vots       | %       | Escons     | Vots         | %            | Escons       | Total | +/- |  |  |  |  |
|                        |                               | Partit Demòcrata              | 14.758.083 | 50,48   | 161        | 7.567.459    | 26,70        | 8            | 169   | 6   |  |  |  |  |
|                        | Partit Progressista           | 302.925                       | 1,04       | 1       | 2          | 7.567.459    | 26,70        | 3            | 3     |     |  |  |  |  |
|                        | Nova Aliança Progressista     | 14.271                        | 0,05       | 0       | 2          | 7.567.459    | 26,70        | 2            | 2     |     |  |  |  |  |
|                        | Independents                  |                               |            |         | 2          | 7.567.459    | 26,70        | 2            | 2     |     |  |  |  |  |
| Total Aliança          | Total Aliança                 | 15.075.279                    | 51,57      | 162     | 14         | 7.567.459    | 26,70        | 176          | 4     |     |  |  |  |  |
|                        | Partit del Poder Popular      | Partit del Poder Popular      | 13.179.769 | 45,08   | 90         |              |              |              | 90    | 6   |  |  |  |  |
|                        | Partit Popular del Futur      | Partit Popular del Futur      |            |         |            | 10.395.264   | 36,67        | 18           | 18    | 1   |  |  |  |  |
|                        | Partit de la Reconstrucció    | Partit de la Reconstrucció    |            |         |            | 6.874.278    | 24,25        | 12           | 12    | 12  |  |  |  |  |
|                        | Partit Nova Reforma           | Partit Nova Reforma           | 195.147    | 0,67    | 1          | 1.025.775    | 3,62         | 2            | 3     | 3   |  |  |  |  |
|                        | Partit Liberal d'Unificació   | Partit Liberal d'Unificació   | 18.700     | 0,06    | 0          | 642.433      | 2,27         | 0            | 0     | =   |  |  |  |  |
|                        | Partit de la Justícia - Verds | Partit de la Justícia - Verds | 107.029    | 0,37    | 0          | 609.313      | 2,15         | 0            | 0     | 6   |  |  |  |  |
|                        | Partit Nou Futur              | Partit Nou Futur              | 200.502    | 0,69    | 1          | 483.827      | 1,71         | 0            | 1     | 1   |  |  |  |  |
|                        | Altres partits                | Altres partits                | 47.942     | 0,16    | 0          | 746.170      | 2,63         | 0            | 0     | =   |  |  |  |  |
|                        | Independents                  | Independents                  | 409.761    | 1,40    | 0          |              |              |              | 0     | =   |  |  |  |  |
|                        |                               |                               |            |         |            |              |              |              |       |     |  |  |  |  |
| Vots vàlids            | Vots vàlids                   | Vots vàlids                   | 29.234.129 | 98,63   |            | 28.344.519   | 95,58        |              |       |     |  |  |  |  |
| Vots blancs i invàlids | Vots blancs i invàlids        | Vots blancs i invàlids        | 406.790    | 1,37    | 1.309.931  | 4,42         |              |              |       |     |  |  |  |  |
| Total                  | Total                         | Total                         | 29.640.919 | 100     | 254        | 29.654.450   | 100          | 46           | 300   | =   |  |  |  |  |
| Abstenció              | Abstenció                     | Abstenció                     | 14.604.633 | 33,01   |            | 14.625.561   | 33,03        |              |       |     |  |  |  |  |
| Inscrits/participació  | Inscrits/participació         | Inscrits/participació         | 44.245.552 | 66,99   | 44.280.011 | 66,97        |              |              |       |     |  |  |  |  |